# استتا
 استتا(به انگلیسی: Stata) یک  بسته آماری عمومی است که در سال ۱۹۸۵ توسط StataCorp ایجاد شده‌است. اغلب کاربران آن در زمینه پژوهش کار می‌کنند که بیشتر آن‌ها در رشته‌های اقتصاد، جامعه‌شناسی، علوم سیاسی، زیست‌پزشکی و اپیدمیولوژی هستند.